# Porsche Tennis Grand Prix 1988
Il Porsche Tennis Grand Prix 1988 è stato un torneo femminile di tennis giocato sul sintetico indoor. È stata l'11ª edizione del Porsche Tennis Grand Prix, che fa parte della categoria Tier III nell'ambito del WTA Tour 1988. Si è giocato nel Filderstadt Tennis Club di Filderstadt in Germania, dal 10 al 16 ottobre 1988.

## Campionesse

### Singolare
Martina Navrátilová ha battuto in finale  Chris Evert con il punteggio di 6–2, 6–3

### Doppio
Martina Navrátilová /  Iwona Kuczyńska hanno battuto in finale  Elna Reinach /  Raffaella Reggi con il punteggio di 6–1, 6–4